# Sóc bay lùn Selangor
Sóc bay lùn Selangor, tên khoa học Petaurillus kinlochii, là một loài động vật có vú trong họ Sóc, bộ Gặm nhấm. Loài này được Robinson & Kloss mô tả năm 1911. Chúng là loài đặc hữu của bang Selangor (Malaysia).